# Tratado anglo-egípcio de 1936

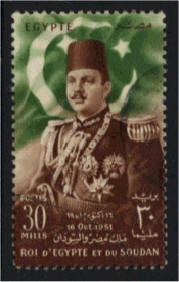
Selo egípcio de 1951 mostrando Farouk I, rei do Egito e do Sudão

O Tratado anglo-egípcio de 1936 foi um tratado assinado entre o Reino Unido e o Reino do Egito. Sob os termos do tratado, o Reino Unido foi obrigado a retirar todas as suas tropas do Egito, exceto as necessárias para proteger o Canal de Suez e seus arredores: 10 mil tropas, além do pessoal auxiliar. Além disso, o Reino Unido deveria equipar e treinar o exército do Egito e ajudar na sua defesa em caso de guerra. O tratado teria a duração de 20 anos, foi assinado em 26 de agosto no Palácio Zaafarana, e ratificado em 22 de dezembro.
Foi registrado na Liga das Nações em 6 de janeiro de 1937.
Entre os pretextos para o tratado estava a Segunda Guerra Ítalo-Etíope, que tinha começado em 1935. O Rei Farouk temia que os italianos poderiam invadir o Egito ou arrastá-lo para a guerra. O tratado de 1936 não resolveu a questão do Sudão, que, nos termos da existente Convenção de Condomínio Anglo-Egípcio de 1899, declarava que o Sudão deveria ser governado conjuntamente pelo Egito e pela Grã-Bretanha, mas com poder real permanecendo em mãos britânicas. Com a tensão aumentando na Europa, o tratado favoreceu de forma expressiva a manutenção do status quo. O tratado no entanto, não foi bem recebido pelos nacionalistas egípcios como o Partido Socialista Árabe, que queria a independência total da Grã-Bretanha. Ele inflamou uma onda de manifestações contra os britânicos e o Partido Wafd, que tinha apoiado o tratado.
Após a Segunda Guerra Mundial e a vitória do Partido Wafd na boicotada eleição de 1950, o novo governo Wafd revogou unilateralmente o tratado em outubro de 1951. Três anos mais tarde, e com a liderança de um novo governo sob o popular Gamal Abdel Nasser, o Reino Unido concordou em retirar suas tropas; a retirada britânica foi concluída em julho de 1956. Esta data é vista como quando o Egito ganhou a independência total, mas Nasser já havia estabelecido uma política independente que causou tensão com várias potências ocidentais.
Após a retirada abrupta de uma oferta pela Grã-Bretanha e dos Estados Unidos para financiar a construção da Represa de Assuã, o Egito nacionalizou o Canal de Suez em 26 de julho de 1956, aparentemente para pagar a represa e para estabelecer uma compensação aos antigos proprietários. No entanto, alguns meses depois, França, Israel e Grã-Bretanha conspiraram para derrubar Nasser, e a Crise de Suez se seguiu.
A Crise de Suez levou a aliança ocidental a um momento desastroso, onde os Estados Unidos tornou-se desconfiado da Grã-Bretanha e França. A União Soviética ameaçou a Grã-Bretanha e a França, com bombardeamento nuclear caso não se retirassem de Suez. Os Estados Unidos não ficou do lado de seus aliados anglo-franceses e, em vez disso, apoiou o pedido da União Soviética para a retirada anglo-francesa.